# Пайекен, Якоб Леон
Якоб Леон Пайекен (нем. Jakob Leon Pajeken; род. 12 декабря 2003, Гамбург) — немецкий шахматист, международный мастер (2019), призер шахматного фестиваля «РТУ Опен» (2024).

## Биография
Сын немецкого шахматиста Вольфганга Пайекена (род. 1970).
В декабре 2018 года стал победителем международного турнира молодых мастеров «New Chess Brains» в Гамбурге. В ноябре 2023 года выиграл открытый чемпионат высших учебных заведении Германии по шахматам в Берлине.
Участник многих международных шахматных турниров. В июле 2022 года в Бамберге занял 2-е место на ежегодном международном шахматном турнире. В августе 2024 года занял 2-е место в турнире «А» шахматного фестиваля «РТУ Опен» в Риге.
В немецкой шахматной бундеслиге представляет клуб «SK Doppelbauer Turm Kiel» из города Киль.